# Дискография Machine Head
Machine Head — американская грув-метал группа благодаря которой этот жанр сформировался в чистом виде, образованная гитаристом и вокалистом Роббом Флинном, который до этого играл в группах Vio-lence, Forbidden, и басистом Адамом Дьюсом, 12 октября 1991 года в Окленде, Калифорния. В нынешний состав группы входят Робб Флинн, басист Джаред Макичерн, гитарист Вацлав Келтыка и барабанщик Мэтт Элстон.
За свою карьеру группа выпустила девять студийных альбомов, два концертных альбомов, три мини-альбома, двадцать один сингл, двадцать три клипа и один DVD. Группа один раз номинировалась на премию Грэмми с песней «Aesthetics of Hate» в 2007 году. Machine Head выступали на таких крупных фестивалях как Rock Am Ring, Wacken, Mayhem U.S., Download Festival и Bloodstock.

## Студийные альбомы
| Год                                                                                | Детали                                                                                               | Максимальная позиция | Максимальная позиция | Максимальная позиция | Максимальная позиция | Максимальная позиция | Максимальная позиция | Максимальная позиция | Максимальная позиция | Максимальная позиция | Максимальная позиция | Максимальная позиция | Максимальная позиция | Максимальная позиция | Сертификации  |
| Год                                                                                | Детали                                                                                               | US                   | AUS                  | AUT                  | BEL                  | FIN                  | FRA                  | GER                  | JPN                  | NLD                  | NOR                  | SWE                  | SWI                  | UK                   | Сертификации  |
| ---------------------------------------------------------------------------------- | --- | -------------------- | -------------------- | -------------------- | -------------------- | -------------------- | -------------------- | -------------------- | -------------------- | -------------------- | -------------------- | -------------------- | -------------------- | -------------------- | ------------- |
| 1994                                                                               | Burn My Eyes - Выпущен: 9 августа 1994 - Лейбл: Roadrunner Records - Формат: CD, Кассета, LP         | —                    | —                    | 29                   | —                    | —                    | —                    | 35                   | —                    | 45                   | 38                   | 25                   | —                    | 25                   | - UK: Серебро |
| 1997                                                                               | The More Things Change... - Выпущен: 25 марта 1997 - Лейбл: Roadrunner Records - Формат: CD, Кассета | 138                  | 30                   | 24                   | 11                   | 13                   | 21                   | 22                   | —                    | 22                   | 15                   | 17                   | —                    | 16                   |               |
| 1999                                                                               | The Burning Red - Выпущен: 27 июля 1999 - Лейбл: Roadrunner Records - Формат: CD, Кассета            | 88                   | 30                   | 22                   | 31                   | 12                   | 55                   | 15                   | 93                   | 35                   | 35                   | 17                   | —                    | 13                   | - UK: Серебро |
| 2001                                                                               | Supercharger - Выпущен: 1 октября 2001 - Лейбл: Roadrunner Records - Формат: CD                      | 115                  | 24                   | 33                   | 46                   | 25                   | 35                   | 25                   | 59                   | 88                   | —                    | 42                   | 82                   | 34                   |               |
| 2003                                                                               | Through the Ashes of Empires - Выпущен: 16 декабря 2003 - Лейбл: Roadrunner Records - Формат: CD, LP | 88                   | 91                   | 24                   | —                    | —                    | 44                   | 24                   | 202                  | 65                   | —                    | 41                   | 80                   | 77                   | - UK: Серебро |
| 2007                                                                               | The Blackening - Выпущен: 26 марта 2007 - Лейбл: Roadrunner Records - Формат: CD/DVD, LP             | 54                   | 14                   | 19                   | 52                   | 23                   | 36                   | 12                   | 53                   | 22                   | 36                   | 19                   | 29                   | 16                   | - UK: Серебро |
| 2011                                                                               | Unto the Locust - Выпущен: 27 сентября 2011 - Лейбл: Roadrunner Records - Формат: CD/DVD             | 22                   | 10                   | 6                    | 19                   | 8                    | 13                   | 5                    | 18                   | 20                   | 15                   | 14                   | 10                   | 43                   |               |
| 2014                                                                               | Bloodstone & Diamonds - Выпущен: 7 ноября - Лейбл: Nuclear Blast                                     | 21                   | 10                   | 6                    | 35                   | 6                    | -                    | 38                   |                      |                      |                      |                      |                      |                      |               |
| 2018                                                                               | Catharsis - Выпущен: 26 января - Лейбл: Nuclear Blast                                                |                      |                      |                      |                      |                      |                      |                      |                      |                      |                      |                      |                      |                      |               |
| 2022                                                                               | Of Kingdom and Crown - Выпущен: 26 августа - Лейбл: Nuclear Blast                                    |                      |                      |                      |                      |                      |                      |                      |                      |                      |                      |                      |                      |                      |               |
| «—» означает, что альбом либо не попал в чарты, либо не был издан в данной стране. | |                      |                      |                      |                      |                      |                      |                      |                      |                      |                      |                      |                      |                      |               |

## Live
| Год  | Альбом                                                                                       | Позиция в чартах | Позиция в чартах |
| Год  | Альбом                                                                                       | FRA              | UK               |
| ---- | -------------------------------------------------------------------------------------------- | ---------------- | ---------------- |
| 2003 | Hellalive - Выпущен: 11 марта 2003 - Лейбл: Roadrunner Records - Формат: CD                  | 78               | 143              |
| 2012 | Machine Fucking Head Live - Выпущен: 13 ноября 2012 - Лейбл: Roadrunner Records - Формат: CD | 115              | --               |

## EP
| Год  | Альбом                                                                                        |
| ---- | --------------------------------------------------------------------------------------------- |
| 2000 | Year of the Dragon Tour Diary: Japan - Выпущен: 2000 - Лейбл: Roadrunner Records - Формат: CD |
| 2000 | Year of the Dragon - Выпущен: 2000 - Лейбл: Roadrunner Records - Формат: CD5                  |
| 2011 | The Black Procession - Выпущен: 16 апреля 2011 - Лейбл: Roadrunner Records - Формат: LP       |
| 2021 | Arrows in Words from the Sky - Выпущен: 11 июня 2021 - Лейбл: Nuclear Blast                   |

## Сингл
| Год  | Песня                             | Позиция в чартах | Позиция в чартах | Альбом                       |
| Год  | Песня                             | UK               | US Main.         | Альбом                       |
| ---- | --------------------------------- | ---------------- | ---------------- | ---------------------------- |
| 1994 | «Davidian»                        | —                | —                | Burn My Eyes                 |
| 1994 | «Old»                             | 43               | —                | Burn My Eyes                 |
| 1997 | «Take My Scars»                   | 73               | —                | The More Things Change...    |
| 1997 | «Ten Ton Hammer»                  | —                | —                | The More Things Change...    |
| 1999 | «From This Day»                   | 74               | —                | The Burning Red              |
| 1999 | «Silver (Take My Hand)»           | —                | —                | The Burning Red              |
| 2001 | «Crashing Around You»             | 89               | —                | Supercharger                 |
| 2004 | «Imperium»                        | —                | —                | Through the Ashes of Empires |
| 2004 | «Days Turn Blue to Gray»          | 77               | —                | Through the Ashes of Empires |
| 2007 | «Now I Lay Thee Down»             | —                | —                | The Blackening               |
| 2007 | «Aesthetics of Hate»              | —                | —                | The Blackening               |
| 2007 | «Halo»                            | —                | —                | The Blackening               |
| 2011 | «Locust»                          | —                | —                | Unto the Locust              |
| 2012 | «Darkness Within»                 | —                | 37               | Unto the Locust              |
| 2014 | «Killers & Kings»                 | —                | —                |                              |
| 2016 | «Is There Anybody out There?»     | —                | —                |                              |
| 2017 | «Beyond the Pale»                 | —                | —                | Catharsis                    |
| 2019 | «Do or Die»                       | —                | —                |                              |
| 2020 | «Circle the Drain»                | —                | —                |                              |
| 2020 | «Civil Unrest»                    | —                | —                |                              |
| 2020 | «My Hands Are Empty»              | —                | —                | Of Kingdom and Crown         |
| 2022 | «Choke On The Ashes Of Your Hate» | —                | —                | Of Kingdom and Crown         |
| 2022 | «Unhallowed»                      | —                | —                | Of Kingdom and Crown         |
| 2022 | «No Gods, No Masters»             | —                | —                | Of Kingdom and Crown         |

## DVD
| Год  | DVD                                                                          | Макс. позиции в чартах | Макс. позиции в чартах | Макс. позиции в чартах |
| Год  | DVD                                                                          | US [a]                 | SWE                    | UK                     |
| ---- | ---------------------------------------------------------------------------- | ---------------------- | ---------------------- | ---------------------- |
| 2005 | Elegies - Выпущен: 11 октября 2005 - Лейбл: Roadrunner Records - Формат: DVD | 13                     | 7                      | 4                      |

## Видеоклипы
| Год  | Песня                             | Режиссёр                                |
| ---- | --------------------------------- | --------------------------------------- |
| 1992 | «Fuck It All»[b]                  | Джерри Аллен                            |
| 1994 | «Davidian»                        | Шэйла Рэне                              |
| 1995 | «Old»                             | Билл Уорд                               |
| 1997 | «Ten Ton Hammer»                  | Билл Уорд                               |
| 1998 | «Take My Scars»                   | Крис Хэфнер                             |
| 1999 | «From This Day»                   | Майкл Мартин                            |
| 2001 | «Crashing Around You»             | Наттан Кокс                             |
| 2003 | «The Blood, The Sweat, The Tears» | Роберт Флин                             |
| 2003 | «Imperium»                        | Майк Слоэт                              |
| 2004 | «Days Turn Blue to Gray»          | Майк Слоэт                              |
| 2007 | «Aesthetics of Hate»              | Майк Слоэт                              |
| 2007 | «Now I Lay Thee Down»             | Майк Слоэт                              |
| 2008 | «Halo»                            | Майк Слоэт                              |
| 2008 | «Hallowed Be Thy Name»            | Майк Слоэт                              |
| 2011 | «Locust»                          | Майк Слоэт                              |
| 2012 | «Darkness Within»                 | Робб Флин, Милан Бейзель и Иржи Новотны |
| 2014 | «Now We Die»                      | Майк Слоэт                              |
| 2017 | «Catharsis»                       |                                         |
| 2018 | «Kaleidoscope»                    |                                         |
| 2018 | «Volatile»                        |                                         |
| 2019 | «Do or Die»                       |                                         |
| 2020 | «Stop The Bleeding»               |                                         |
| 2020 | «My Hands Are Empty»              |                                         |
| 2022 | «Choke on the Ashes of Your Hate» |                                         |
| 2022 | «Unhallowed»                      |                                         |
| 2022 | «No Gods, No Masters»             |                                         |